# Joseph Saint-Fauraux Raimond
Joseph Saint-Fauraux Raimond, död 27 april 1809, fransk balettdansare.
Vid Kungliga Baletten i Operan i Stockholm 1782-1804. Dansmästare vid Karlberg 1792-96.
Han medverkade bl.a. i pantomimbaletten  Det dubbla giftermålet av Jean-Rémy Marcadet mot Margaretha Christina Hallongren, Hedvig Katarina Hjortsberg, Carl Dahlén och Carlo Caspare Simone Uttini säsongen 1790-1791. 
Gift först med dansaren Marie Bournonville, (vid K. Baletten 1782), och sedan med Maria Granberg (f. 1763, d. 1823, vid k. Baletten 1781-83).